# Gasthuisstraat (Utrecht)
De Gasthuisstraat is een straat in de Nederlandse stad Utrecht in de wijk Buiten Wittevrouwen. De Gasthuisstraat loopt van de Biltstraat tot de Wittevrouwensingel.
Een zijstraat van de Gasthuisstraat is het Steven Buitendiekplein. Dit plein is gebouwd na de sloop van de Stevensfundatie.

## Geschiedenis
De Gasthuisstraat/Gasthuissteeg kent een rijk verleden voor zo kleine straat/steeg, waar onder andere rond de 16e eeuw ooit de Heilige Kruisgasthuis heeft gestaan waaraan deze straat zijn naam heeft te danken. Een gedeelte van deze straat (toen nog steeg geheten) is verwoest door een tornado in 1674. Dit is dezelfde tornado die ook het middengedeelte van de Domkerk en Domtoren die toen nog met elkaar verbonden waren heeft weggevaagd.
Rond de eerste helft van de 17de eeuw werd hier de Breyerskameren gebouwd hoek Wittevrouwensingel en Gasthuisstraat.
In 1866 werd de Gasthuissteeg getroffen door een cholera-epidemie. Tussen 13 juni en 11 juli, een tijdsbestek van minder dan een maand, werden 61 straatbewoners getroffen door de ziekte, van wie er 38 kwamen te overlijden.
Er heeft er ook nog een broodfabriek tussen de Gasthuisstraat en de Kruisstraat gezeten, met de ingang op Wittevrouwensingel 2 (na 1930 werd dit gewijzigd in nr. 12) met de naam Het Anker.
Van de Gasthuisstraat zoals deze vroeger was is praktisch niets meer over dan alleen de Breyerskameren, de rest is nieuwbouw die hier is gekomen voor het einde van de vorige eeuw.

## Trivia
- De naam Gasthuissteeg is in 1950 veranderd in Gasthuisstraat[5]

## Fotogalerij

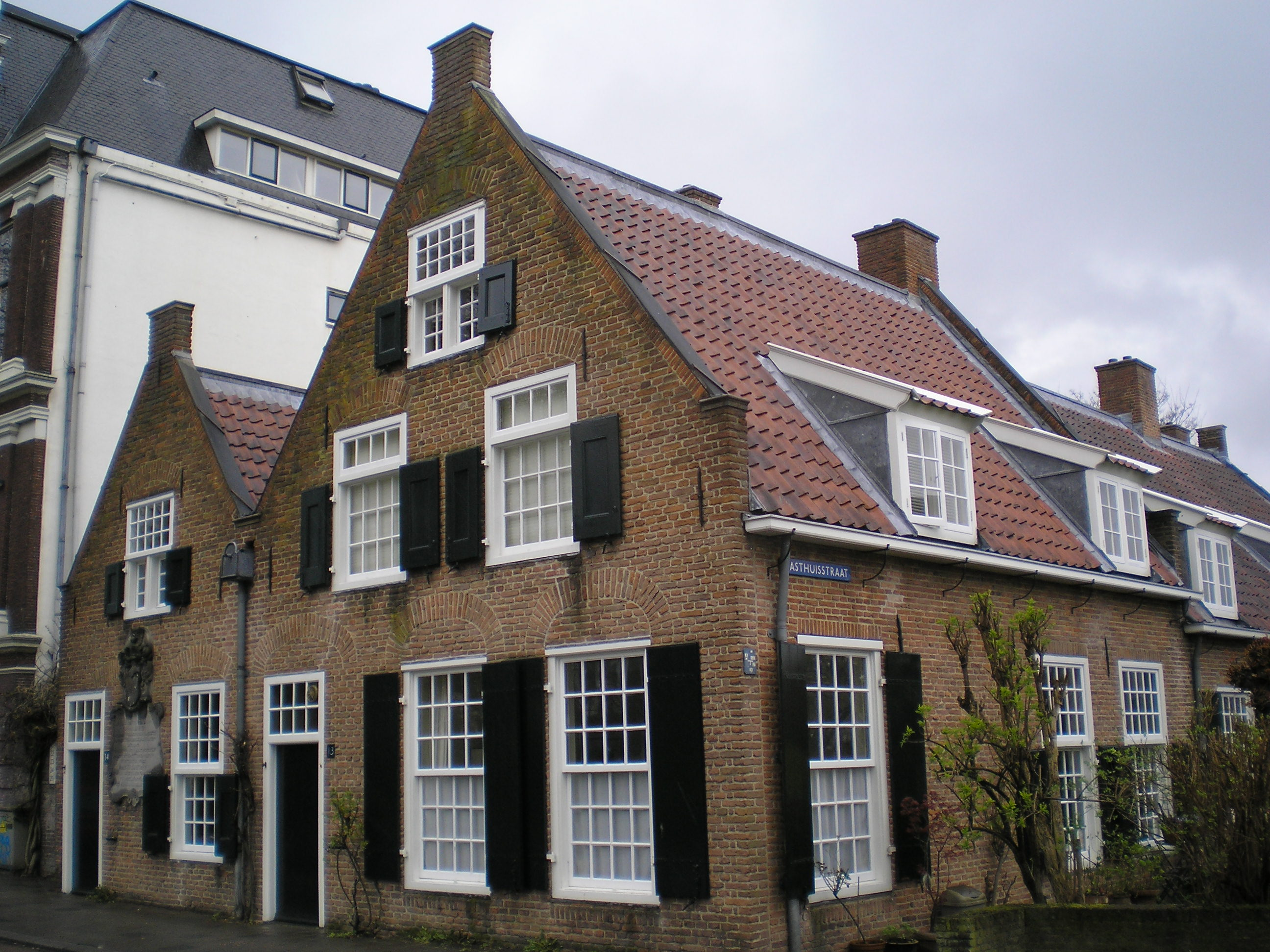
Breyerskameren hoek Wittevrouwensingel en Gasthuisstraat te Utrecht (rijksmonument)
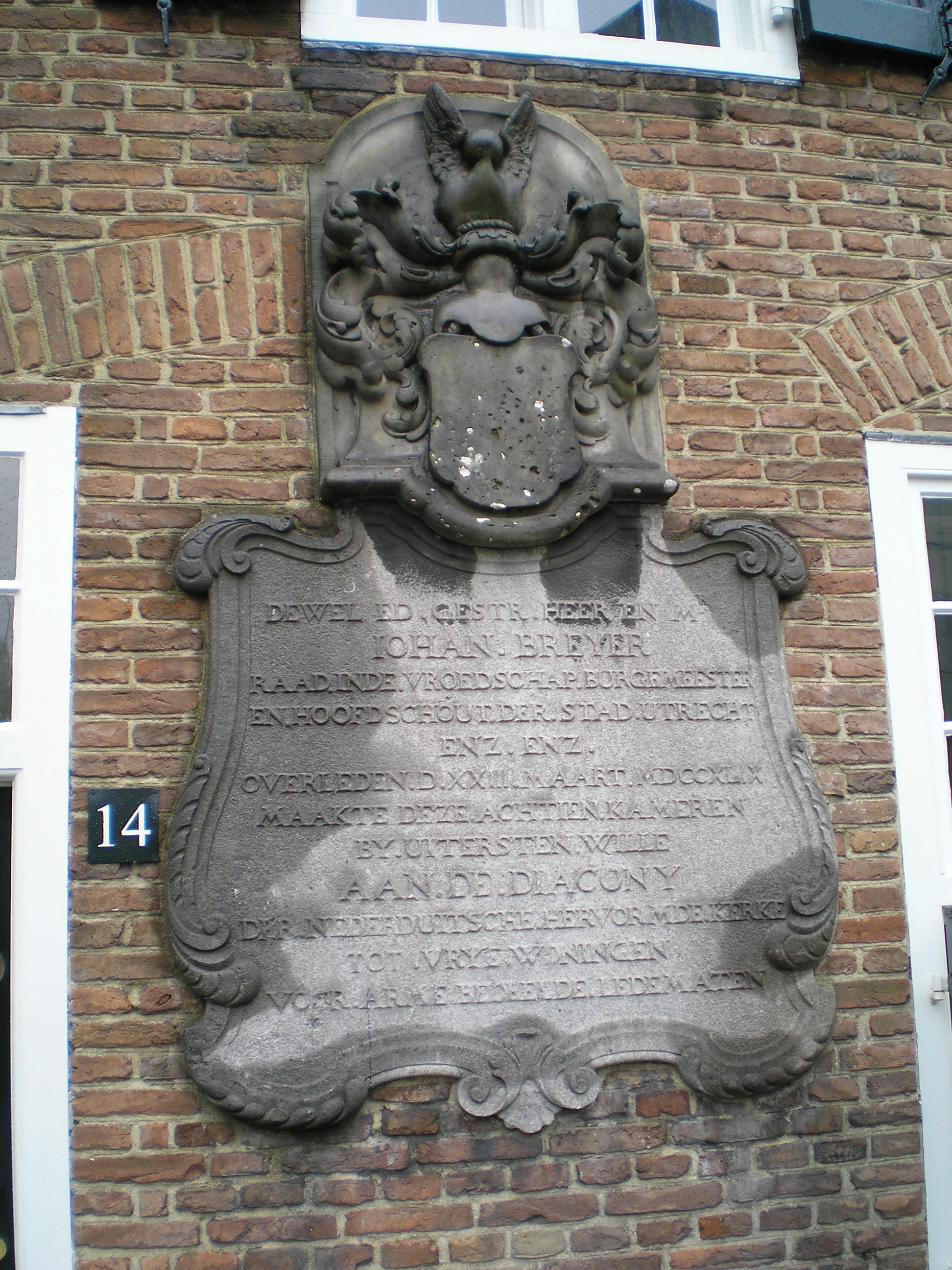
Gevelsteen Breyerskameren Wittevrouwensingel 14
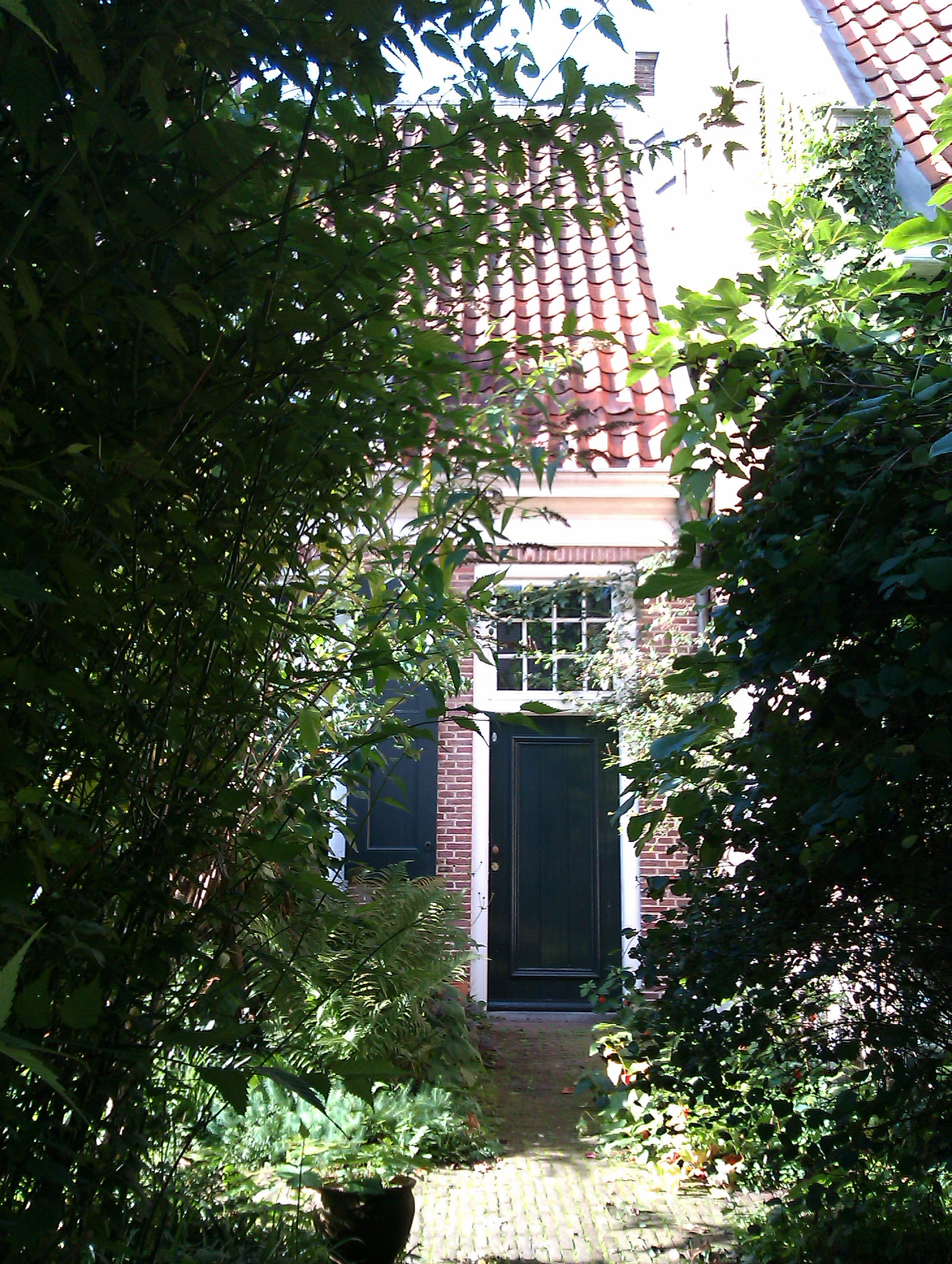
Gasthuisstraat 8

Deken Roesstraat ·
Gasthuisstraat ·
Kruisstraat ·
Maliebaan ·
Monseigneur van de Weteringstraat ·
Nachtegaalstraat ·
Oorsprongpark